# B-SOUL
『B-SOUL』（ビー・ソウル）は、BAADの3作目のアルバムである。

## 内容
ボーカル担当は秦秀樹となっている。また、BAADのラストアルバムになり、活動を終了した。現在は入手困難であり、原価を超える値段で売買されている。

## 収録曲
1. TONIGHT
作詞：早川悠 作曲：大田紳一郎 編曲：BAAD・T．SAITOH
2. エゴイスト
作詞：BAAD 作曲：大田紳一郎 編曲：BAAD・T．SAITOH
3. 恋してはじめて知った君
作詞：BAAD／作曲：大田紳一郎／編曲：BAAD・T．SAITOH
4. 百戦錬磨の恋の戦士になって
作詞・作曲：大田紳一郎 編曲：BAAD・T．SAITOH
5. DON'T CRY NOW
作詞：新井康徳 作曲：大田紳一郎 編曲：BAAD
6. FOLLOW ME
作詞：BAAD 作曲：大田紳一郎 編曲：BAAD・T．SAITOH
7. 戻れない時間の中
作詞：BAAD 作曲：大田紳一郎 編曲：BAAD
8. 胸に抱いて忘れない
作詞：早川悠 作曲：大田紳一郎 編曲：BAAD
9. BLUE MOON
作詞：早川悠 作曲：大田紳一郎 編曲：BAAD・T．SAITOH
10. FOREVER
作詞：早川悠 作曲：大田紳一郎 編曲：BAAD・T．SAITOH
11. Kiss Me
作詞・作曲：大田紳一郎 編曲：BAAD・T．SAITOH
12. I Wanna Hold Your Heart
作詞・作曲：大田紳一郎 編曲：BAAD